# Cañada Rosquín
Cañada Rosquín è una città dell'Argentina del dipartimento di San Martín, appartenente alla provincia di Santa Fe.
Dista dalla capitale Buenos Aires 449 km e conta 5 336 abitanti.